# 星河明居

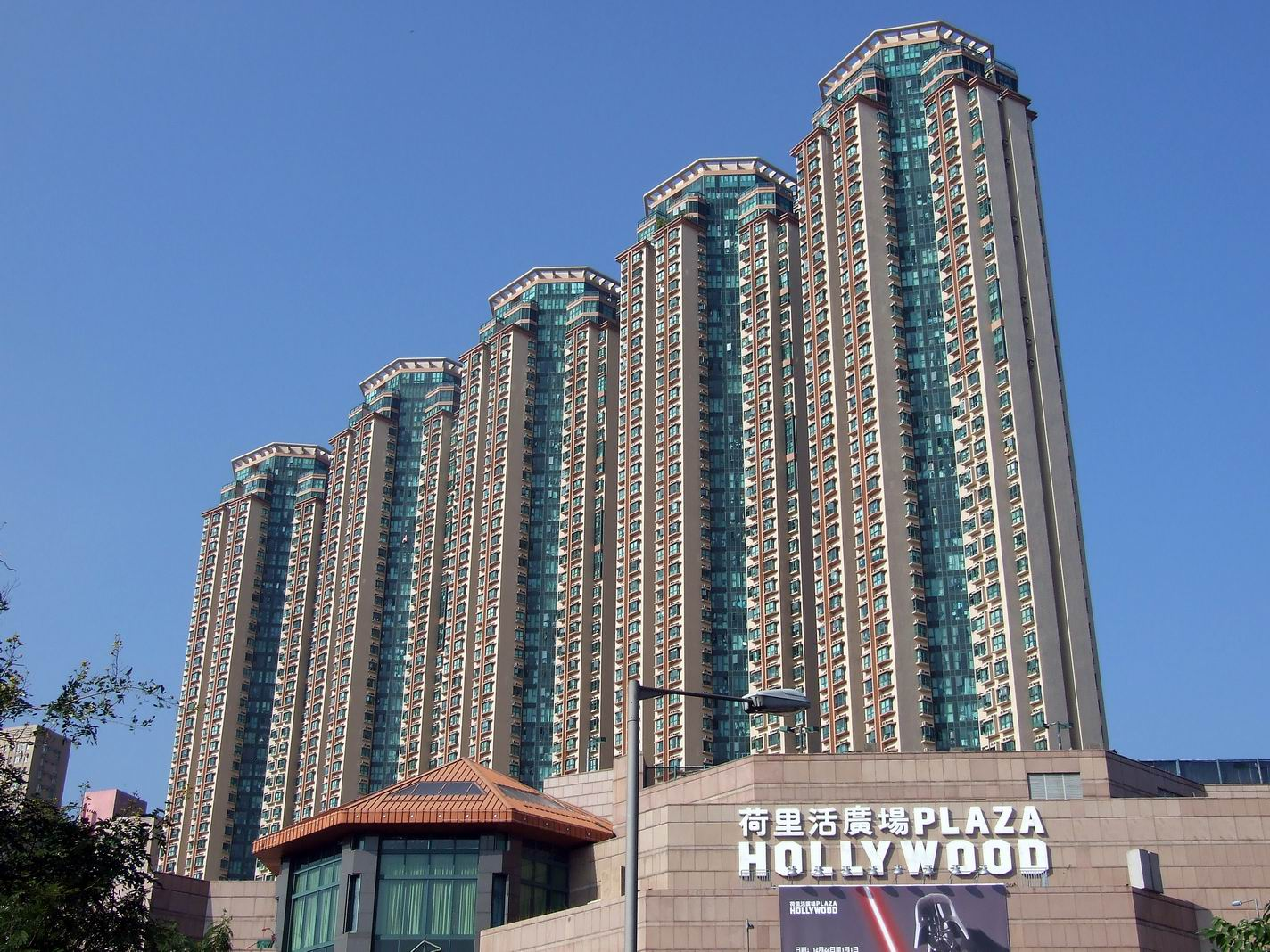
荷里活廣場及星河明居

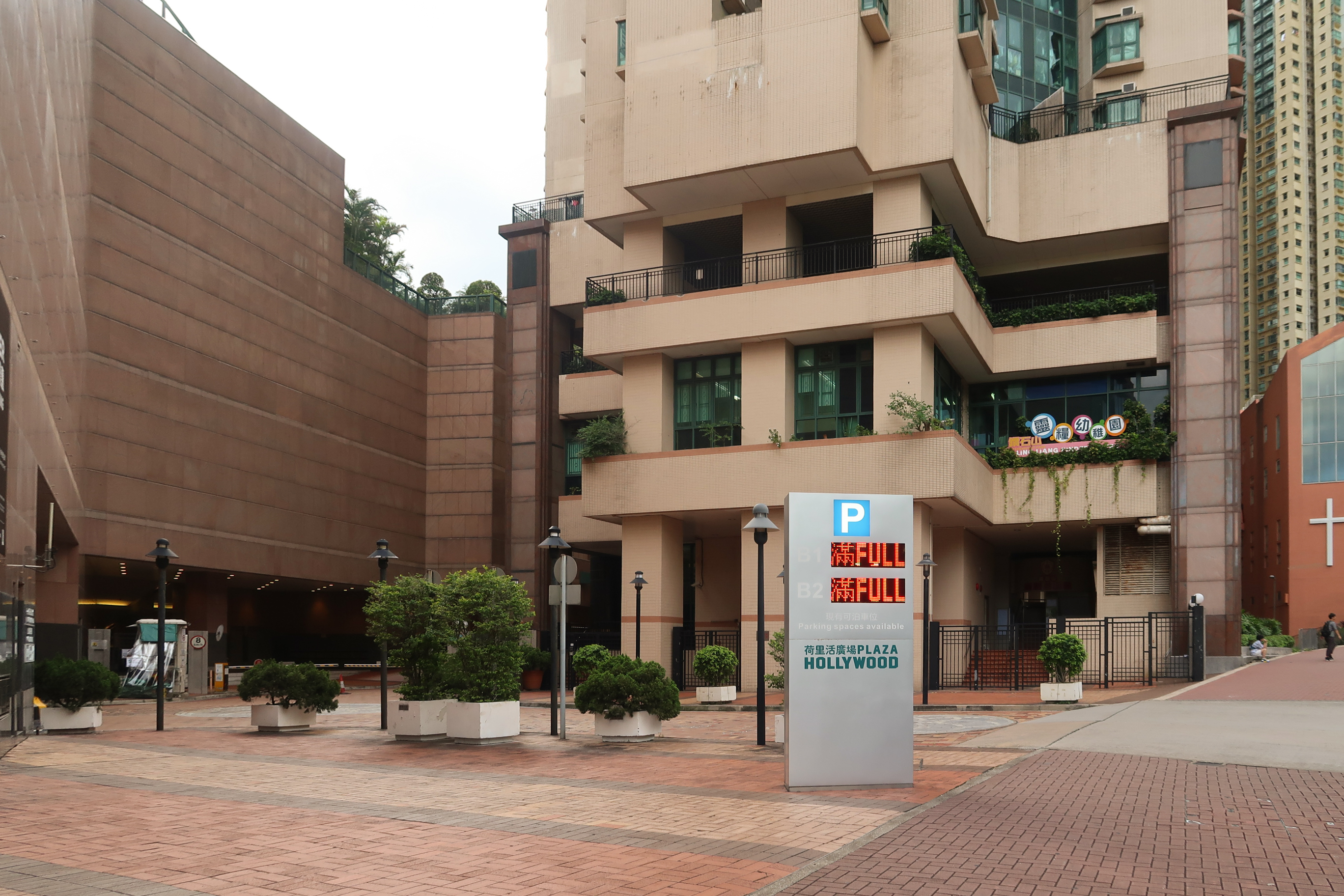
基座2樓設香港靈糧堂幼稚園

星河明居（英語：Galaxia）是位於香港九龍黃大仙區大磡龍蟠街3號的私人屋苑，建於港鐵鑽石山站旁邊，基座為購物商場荷里活廣場及鑽石山站公共運輸交匯處，毗鄰夾屋悅庭軒、居屋龍蟠苑、房屋委員會租者置其屋計劃鳳德邨。

## 歷史
星河明居於1998年落成入伙，由會德豐、九龍倉、新亞置業及夏利文地產聯合發展。由王董建築師事務有限公司設計，其士建築承建，現時管理公司為置佳物業服務。

## 命名
會德豐先為商場份命名為荷里活廣場，希望為住宅部份尋找一個能配合商場及易記的名字，「星河」因為能令人聯想到明星及有氣勢，加上當年會德豐樓盤多以「居」結尾，因此住宅最初以「星河名居」命名，於開售前再更改為「星河明居」，取其「日、月、星」匯聚一起的意思。

## 概況
星河明居基座為大型商場廣場和鑽石山靈糧幼稚園。住宅共有5座（A至E座）樓高46（A及E座）及47（B、C、D座）層，合共提供1,684個單位。各座49、50樓為4個相連及複式單位，總數40個。複式單位為20伙。與標準單位不同的是，大廳改設弧形落地玻璃窗，大大增加室內空間感，少量角位設計，較易放置大型家具。除以梯形開則的三間睡房，另設一個多用途或儲物室。
前排單位面向啟鑽苑及啟翔苑，後排單位面向大老山及志蓮淨苑。

## 屋苑設施
屋苑附設18萬方呎平台花園、兒童遊樂場、室外游泳池及20萬呎會所。設施包括網球場、羽毛球場、壁球場、健身室、自修室、桌球室、迷你影院、活動室、桑拿浴室、酒吧及綜合康樂室、地中海庭院）及停車場。
基座2樓設鑽石山靈糧幼稚園。

## 外部連結
- 星河明居 （页面存档备份，存于）

22°20′29″N 114°12′08″E / 22.34128°N 114.20209°E
1. ↑  . 明報. 1998-01-11.
2. ↑  . 蘋果日報. 2011-04-29  [2017-06-10]. （原始内容存档于2017-10-11）.
3. ↑  .   [2016-11-28]. （原始内容存档于2016-10-29）.
4. ↑  .   [2016-11-28]. （原始内容存档于2016-10-09）.
5. ↑  .   [2016-11-28]. （原始内容存档于2016-12-04）.